# Cuori e demoni
Cuori e demoni è la prima raccolta non autorizzata degli Afterhours, pubblicata il 3 ottobre 2008 dalla EMI.

## Il disco
Questo raccolta segna il punto di una carriera decennale fatta di grandi successi e ottime impressioni. Suddivisa in due cd (intitolati, appunto, l'uno Cuori e l'altro Demoni), è la prima raccolta del gruppo di Manuel Agnelli. In edizione speciale è inoltre disponibile un DVD (intitolato Videos) con tutti i videoclip musicali girati nell'arco di un'intera carriera, escluso il loro primo videoclip: Shadowplay.
Il lancio dell'album avvenne poco dopo l'uscita de I milanesi ammazzano il sabato (che quindi è escluso da questo progetto) e a non molti mesi prima dalla partecipazione della band al Festival di Sanremo 2009.
Nel primo cd, Cuori, si trovano le canzoni più dolci e le ballate più colme di sentimento e passione mentre nel secondo cd, Demoni, sono state raggruppate le canzoni più dure e rock che da sempre connotano la band milanese. In quest'ultimo è presente anche la cover di Gioia e rivoluzione degli Area che sarà pubblicato anche come singolo.

## Tracce
CD1 Cuori 5099921537226
1. Non è per sempre – 3:59
2. Ballata per la mia piccola iena – 4:53
3. Quello che non c'è – 6:08
4. Voglio una pelle splendida – 3:42
5. Dentro Marilyn – 5:46
6. Il sangue di Giuda – 5:03
7. Pelle – 5:12
8. Carne fresca – 5:10
9. Baby fiducia – 4:06
10. La gente sta male – 3:21
11. Oppio – 4:36
12. Ci sono molti modi – 4:30
13. Bianca – 4:35
14. Sparkle – 4:05
15. Milano circonvallazione esterna – 3:22
16. The bed – 4:39

CD2 Demoni 5099921537226
1. Male di miele – 2:43
2. Germi – 2:36
3. Tutto fa un po' male – 4:08
4. La vedova bianca – 3:59
5. La sinfonia dei topi – 2:57
6. Sulle labbra – 4:23
7. Non si esce vivi dagli anni '80 – 3:57
8. Sui giovani d'oggi ci scatarro su – 2:54
9. Ossigeno – 5:00
10. La verità che ricordavo – 3:14
11. Lasciami leccare l'adrenalina – 1:19
12. Chissà com'è – 4:07
13. Mio fratello è figlio unico – 4:09
14. Non sono immaginario – 3:23
15. Elymania – 3:34 – (single remix radio edit)
16. Gioia e rivoluzione – 2:53

## DVD
DVD Videos 5099921570827
1. Ossigeno
2. Germi
3. Dentro Marilyn
4. Voglio una pelle splendida
5. Male di miele
6. Sui giovani d'oggi ci scatarro su
7. Non è per sempre
8. Baby fiducia
9. Bianca
10. La verità che ricordavo
11. La sinfonia dei topi
12. Quello che non c'è
13. Non sono immaginario
14. Gioia e rivoluzione
15. La vedova bianca
16. White widow

## Classifiche
| Classifica (2008) | Posizione massima |
| ----------------- | ----------------- |
| Italia            | 57                |